# Maurens, Gers
Maurens är en kommun i departementet Gers i regionen Occitanien i sydvästra Frankrike. Kommunen ligger i kantonen Gimont som tillhör arrondissementet Auch. År 2022 hade Maurens 302 invånare.

## Befolkningsutveckling
Antalet invånare i kommunen Maurens
Referens:INSEE